# Jestem M. Misfit
#Jestem M. Misfit – jest polską adaptacją scenariusza holenderskiego filmu „Misfit” z roku 2017. Opowiada przygody Julii Morskiej, która rozpoczyna naukę w nowej szkole rządzącej przez tak zwane EKIPY. Dziewczyna wkrótce zostaje okrzyknięta mianem Misfit.

## Obsada
- Sylwia Lipka – Julia Morska
- Julia Chatys – „Magenta”
- Mateusz Ciawłowski – Kuba
- Filip Zabielski – Mateusz Bardach
- Maciej Tomaszewski – Kacper
- Aleksandra Pawlik – Sylwia
- Adrianna Kępka – Wiktoria Kolańska
- Sophie Reich – Ela
- Emilia Królikowska – Ola
- Tomasz Karolak – dyrektor Bardach, ojciec Mateusza
- Marcin Wójcik – Jacek Kamień vel Jack Diamond, ojciec Kuby
- Piotr Zborowski – Piotr, lider „Felivers”
- Kinga Sawczuk – Zuza
- Korneliusz Rzeźwicki – Antek
- Maciej Ejsmont – vloger
- Olga Sałacka – vlogerka
- Filip Panek – nerd
- Mateusz Baszczyński – nerd
- Julia Trojanowska – My3
- Natalia Klewicz – My3
- Karolina Gefert – My3
- Felivers (zespół)
- Agnieszka Radwańska – członkini jury „Szkolnego MamTalent”
- Angelika Mucha – członkini jury „Szkolnego MamTalent”
- Marcin Sójka – członek jury „Szkolnego MamTalent”

Źródło: Filmpolski.pl.

## Odbiór
Film w kinach zanotował najlepsze otwarcie polskiego filmu dla dzieci i młodzieży ostatnich lat. Przez cztery dni film zobaczyło prawie 100 tysięcy widzów, co przyniosło około 600 tysięcy złotych dochodów. Polska wersja filmu jest trzecią z całej franczyzy „Misfit”. W 2017 roku niderlandzka wersja wyświetlana na terenie Beneluksu przyniosła około 2 miliony dolarów. Natomiast jego kontynuacja „Misfit 2” w 2019 roku przyniosła Niderlandom ponad półtora miliona dolarów zysku. Film jednak otrzymał negatywne recenzje od krytyków. Serwis IMDB przyznał temu filmowi ocenę 2,7/10.